# Tsukubai
Tsukubai (japansk (kanji): 蹲踞) betyder et sted hvor folk skal bøje sig. Tsukubai er et vandkar, traditionelt bestående af en sten.

## Tsukubai-opsætning
Vandkarret findes forskellige former og størrelser og har en naturlig fordybning i stenen eller også er fordybningen forarbejdet. Hullet kan enten være rundt eller kvadratisk.
Tsukubai placeres i det mest skyggefulde sted i den japanske have, hvor fugt, mos og alger trives. Disse egenskaber giver opsætningen et indtryk af ælde og patina.
Vandet til karret bringes ved hjælp af en kedel eller en bambusvandpost, der risler vandet ned i karret i en meget tynd stråle. Vandet falder ned i karret for derefter at løbe ned i et drænbed bestående af småsten. Dette drænbed kaldes for havet. Oven på karret ligger en øse af bambus.
Omgivelserne omkring tsukubaien skal se ens ud hele året, derfor skal planterne omkring dette sted være stedsegrønne planter og kun få løvfældende planter. De stedsegrønne planter kan f.eks. være bregner, hosta, vinterlans, bambus, kvisttorn, Mahonia, vinterbær samt Pieris japonica. 
Foran karret ender en trædesti af flade sten, hvor den sidste sten fungere som ståsted ved karret.
Nær ved tsukubaien står der en japansk stenlygte, en smule tilbagetrukket for opstillingen, således at stenlygten delvis bliver skjult af lette planter. Desuden er der som regel placeret tre større sten bag selve opstillingen for at skabe kontakt med den øvrige del af haverummet.

## Ritual
Tsukubai benyttes til rituel renselse i forbindelse med den japanske teceremoni.
De modtagne gæster skal før de træder ind i det japanske tehus (se artikel om 'Roji'), skylle deres mund og hænder ved tsukubaien, der er placeret tæt ved tehuset. Ritualet for denne renselse er et udtryk for renhed, hvorved tanker og krop tømmes inden teceremoniens start. Vandkaret er placeret lavt, således at alle gæster uanset social status, bliver nødt til at bøje sig, herved forsvinder rangorden og status, og alle får derved samme værd.